# Willem Witsen

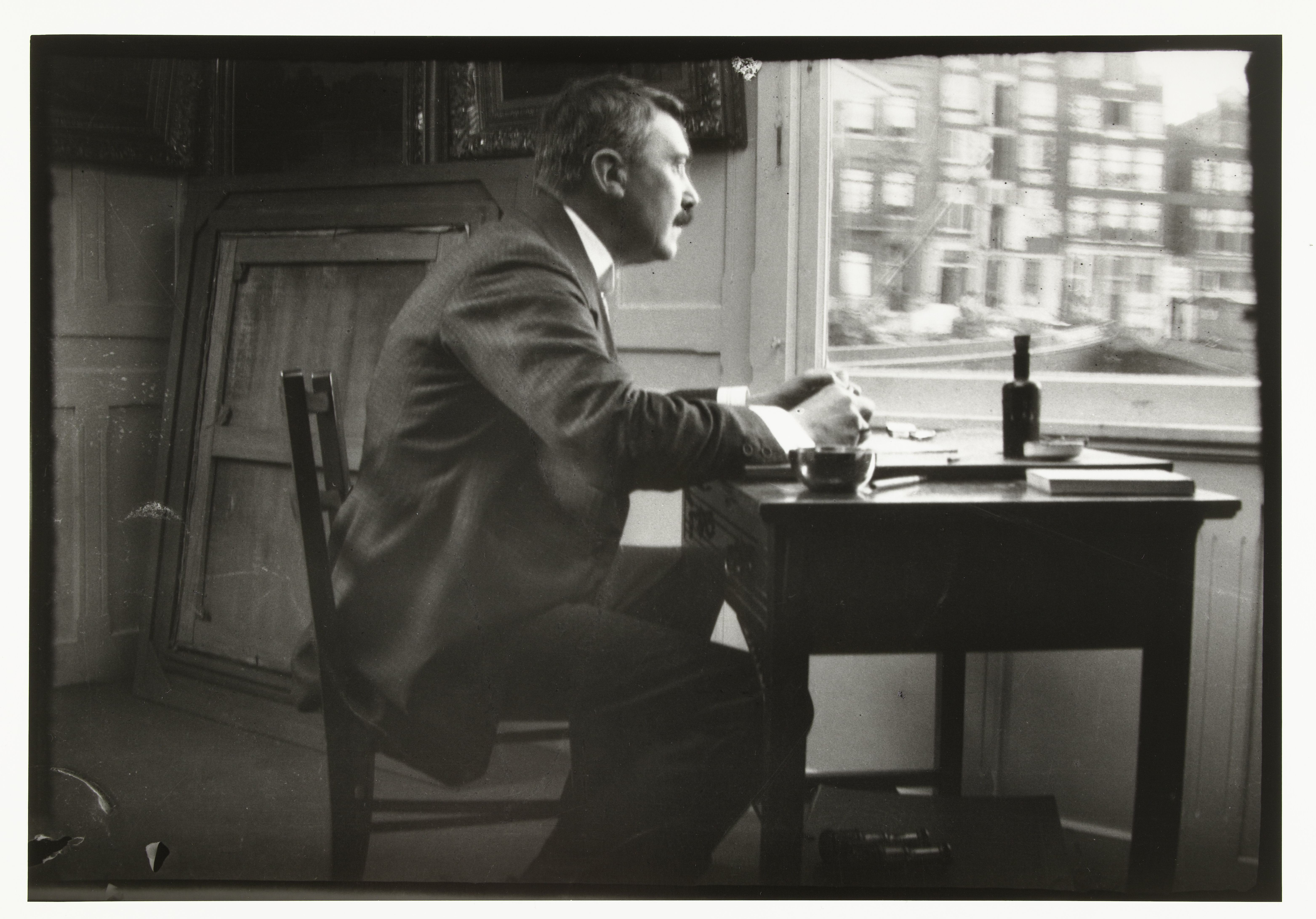
Willem Witsen mit Blick auf sein Boot. Fotograf: George Hendrik Breitnerdrukker

Willem Arnoldus Witsen (* 13. August 1860 in Amsterdam; † 13. April 1923 ebenda) war ein niederländischer Maler, Zeichner, Grafiker, Fotograf und Schriftsteller.

## Leben
Willem Witsen entstammte der begüterten Amsterdamer Familie Witsen, der auch Cornelis Jan Witsen, Regent von Amsterdam im 17. Jahrhundert, und dessen Sohn Nicolaes Witsen angehörten. Er selbst war ein Sohn des Grafikers Jonas Jan Witsen. Von 1876 bis 1884 studierte er an der Rijksakademie van beeldende kunsten („Reichsakademie der Bildenden Künste“). In dieser Zeit war er im Vorstand der nach dem Schutzpatron der Malkunst benannten Kunstenaarsvereniging Sint Lucas (Künstlervereinigung St. Lucas). 1881 verbrachte er zusammen mit dem Künstlerkollegen Piet Meiners eine kurze Zeit in Antwerpen. Im gleichen Jahr kaufte sein Vater das Landgut Ewijckshoeve, wo sich Witsen bis 1888 regelmäßig aufhielt. 1885 gründete er den Niederländischen Radierclub (Nederlandsche Etsclub).
Witsen gehörte den „Achtzigern“ an, einer Gruppe junger Künstler mit großem künstlerischen und auch politischem Einfluss in den Achtzigerjahren des 19. Jahrhunderts. Er schrieb unter Pseudonym für die 1885 gegründete Literaturzeitschrift De Nieuwe Gids und unterstützte das Blatt finanziell. Maler wie George Hendrik Breitner, Isaac Israëls, Eduard Karsen und Jan Veth sowie Schriftsteller wie Lodewijk van Deyssel, Albert Verwey, Hein Boeken und Herman Gorter gehörten zu seinem direkten Freundeskreis. Gut befreundet war er vor allem mit dem Dichter Willem Kloos, der ihm im Oktober 1888 im Nieuwe Gids einige Gedichte widmete.
Von 1888 bis 1890 hielt sich Witsen in London auf. Hier sah er die Arbeiten von James McNeill Whistler, von dem ihn besonders die Nachtstücke der Themse beeindruckten. Danach arbeitete er einige Zeit in der Künstlerkolonie Laren sowie in Rotterdam, in Wijk bij Duurstede und in Ede.
1893 heiratete er Betsy van Vloten, mit der er drei Kinder hatte. 1899 kehrte er nach Amsterdam zurück, wo er Mitglied der Künstlervereinigung Arti et Amicitiae wurde. Witsen beherbergte gerne Gäste und war Mäzen für viele Maler und Dichter, war ein guter Schachspieler und Cellist.
Die Ehe mit van Vloten wurde 1902 geschieden. 1907 heiratete Witson Augusta Maria Schorr. Seine Reisetätigkeit führte ihn 1914 nach Italien, 1915 nach San Franzisko zur Panama-Pacific International Exposition. 1920/21 war er ein halbes Jahr in Indonesien (damals niederländische Kolonie), wo er u. a. ein Porträt des Generalgouverneurs Johan Paul van Limburg Stirum erstellte.

## Werk

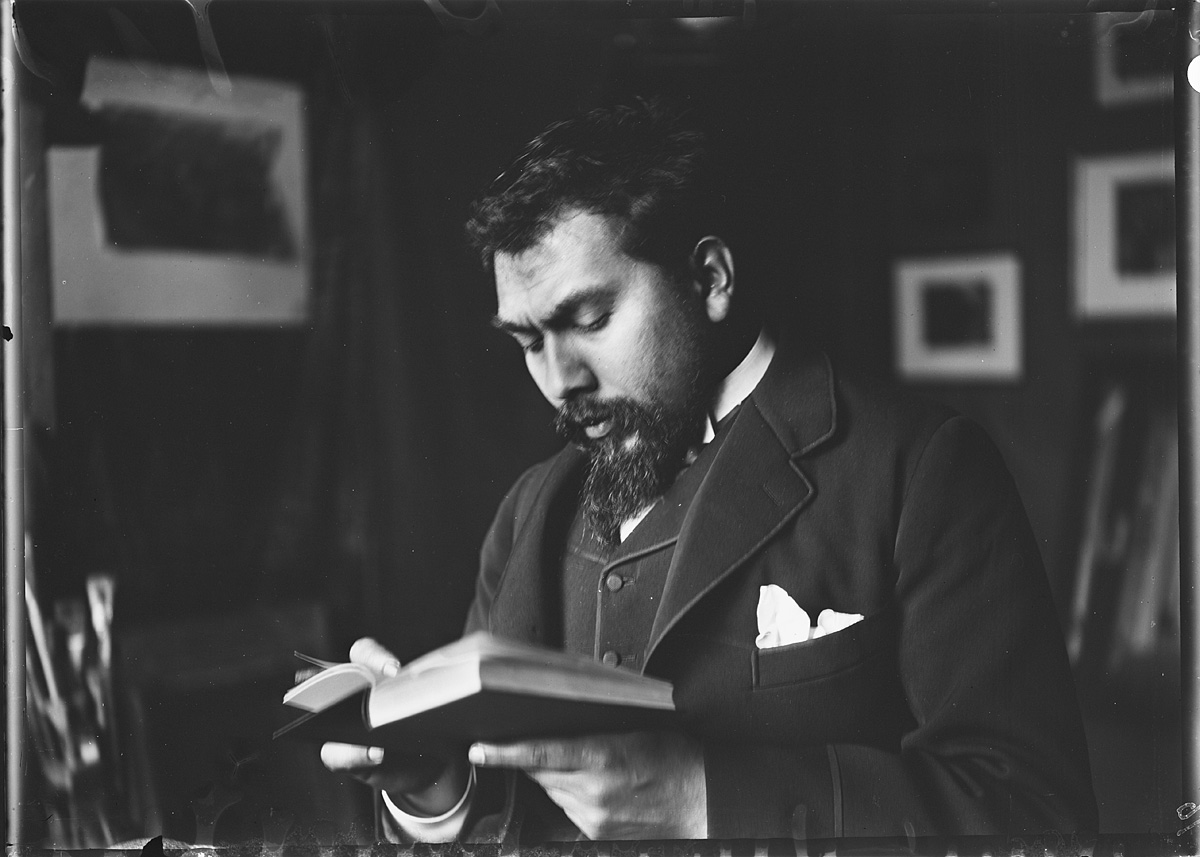
Jan Toorop, Fotografie 1892

Das heterogene künstlerisches Werk Witsens umfasst Winter-, Küsten- und Waldlandschaften, Polder, Flüsse und Stadtansichten, sowie Blumenstillleben, Porträts und Selbstbildnisse. Neben düster melancholischen Werken finden sich farbenfroh heitere Blumenstillleben. Im Hinblick auf künstlerische Techniken war er experimentierfreudig, fertigte viele Testdrucke seiner Radierungen an und entwickelte auch seine Fotografien selbst, die er allerdings fast nie als Vorlage für seine Gemälde nutzte.
In Amsterdam arbeitete er häufig vom Boot aus. Seine Schwarzweißfotografien gelten als Zeugnisse der niederländischen Fotokunst im Zusammenhang des Piktorialismus und der Photo-Seccion-Bewegung. Zu ihnen gehören neben Stadtansichten und Fotos seiner Familie unorthodox inszenierte Porträtaufnahmen von Künstlern, die er in ihrem Zuhause besuchte, wie etwas Paul Verlaine, Jan Toorop und Simon Maris. Auch kombinierte er Druckgrafik und Fotografie.
Witsens Arbeiten gelten oft als düster. Für seine Leinwände und Drucke sind strenge Formen und Oberflächen charakteristisch, worin er sich von den Impressionisten unterscheidet: „Witsen liebt den Winter, die Bäume heben sich schwarz vom grauen Himmel ab, der tauende Schnee klebt an Dächern und Ästen. Alles ist gleichermaßen groß und monumental und doch erfüllt von einer Atmosphäre der Ätherizität und Vergänglichkeit. Die Geschichte der alten Familie und der alten Stadt scheint in diesem Werk großartig und müde zusammenzufließen.“
Von kulturhistorischer Bedeutung sind auch seine rund 2000 überlieferten Briefe, die er an etwa 150 Empfänger schrieb.

## Witsenhuis
Das Witsenhuis („Witsenhaus“) ist das frühere Atelier Willem Witsens in Amsterdam. Der erste Stock ist noch im ursprünglichen Zustand erhalten und begrenzt für das Publikum zugänglich.

## Bildergalerie

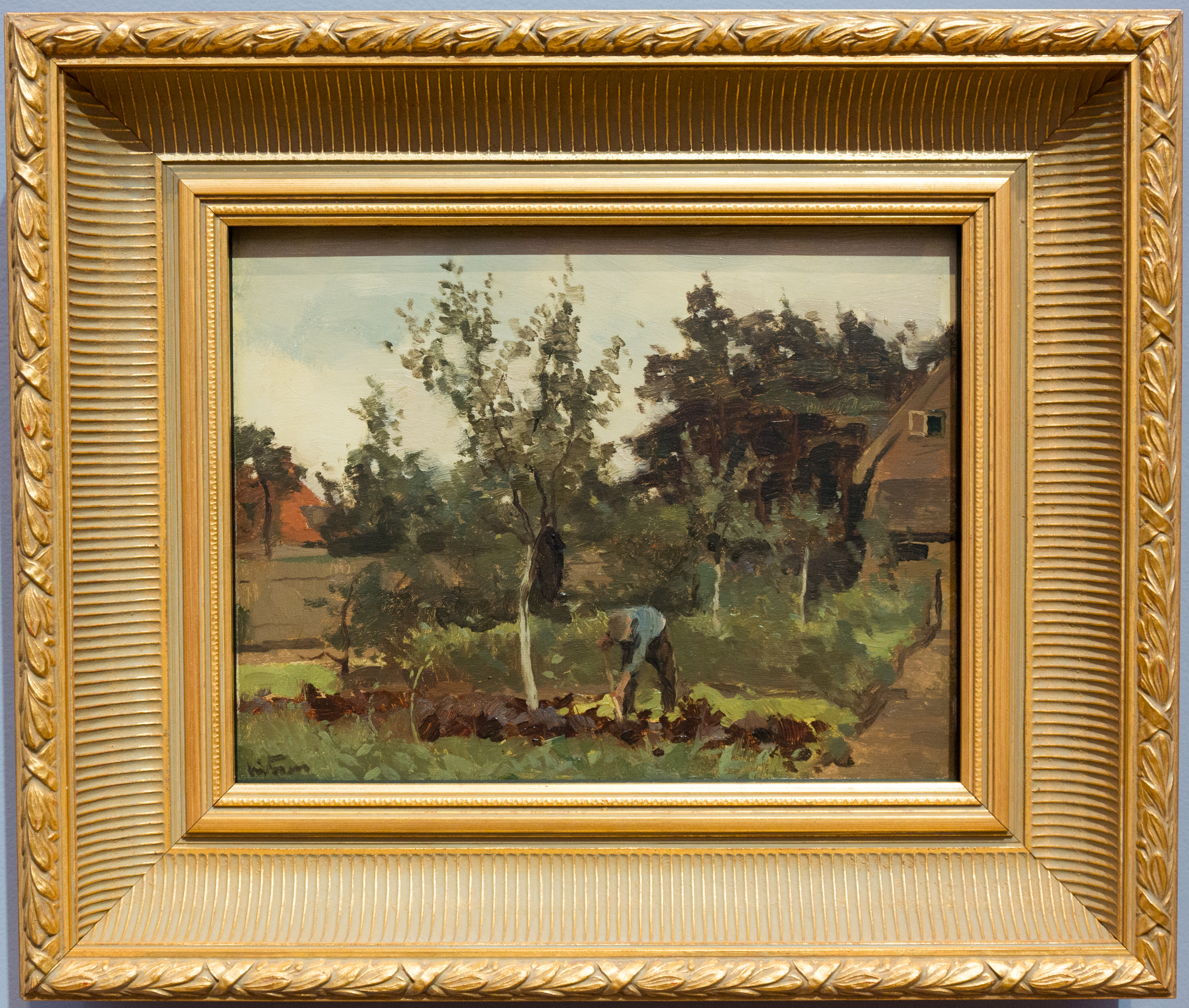
Gemüsegarten (1885–1922)
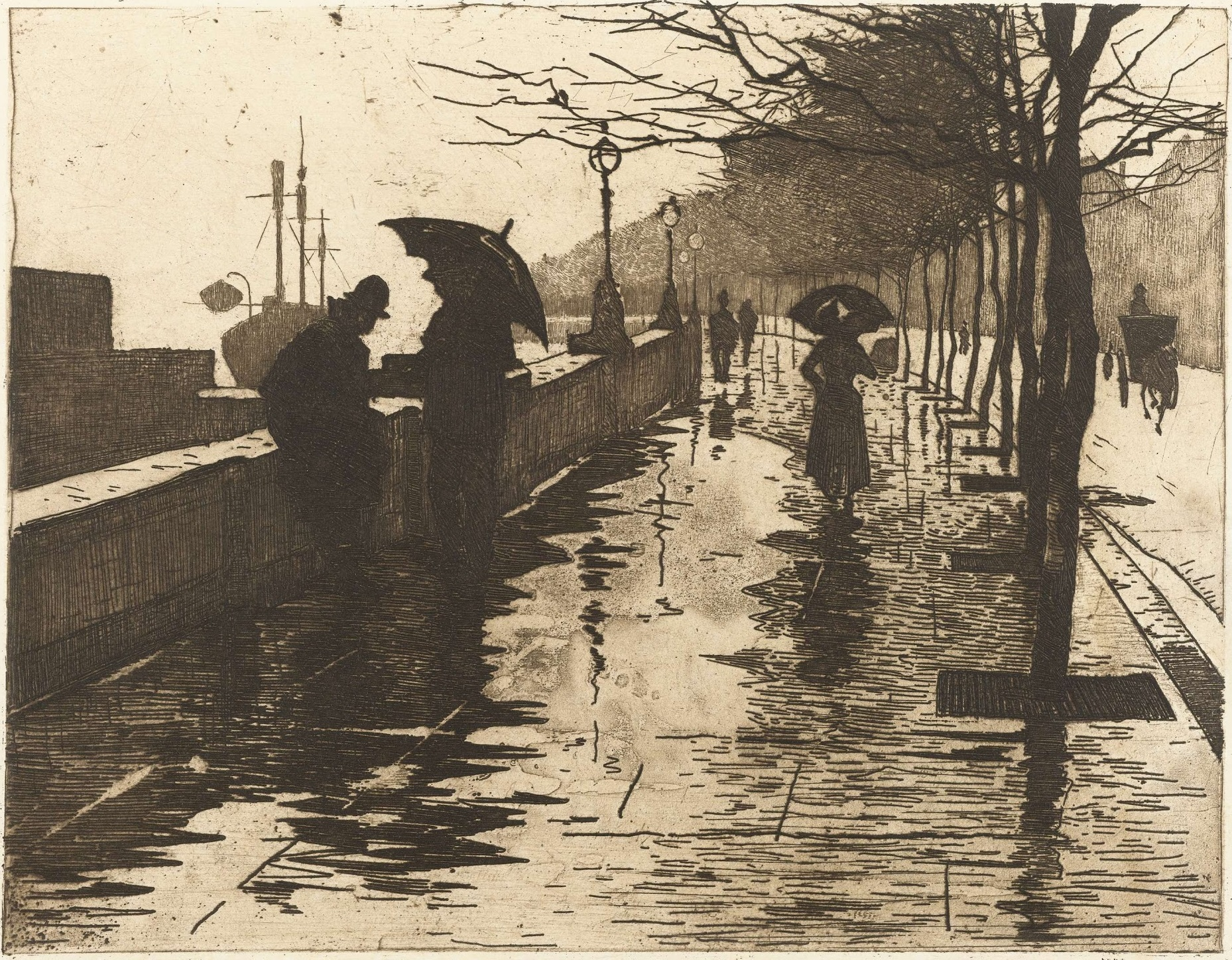
Regen Thames Embankment, London (1890) Radierung
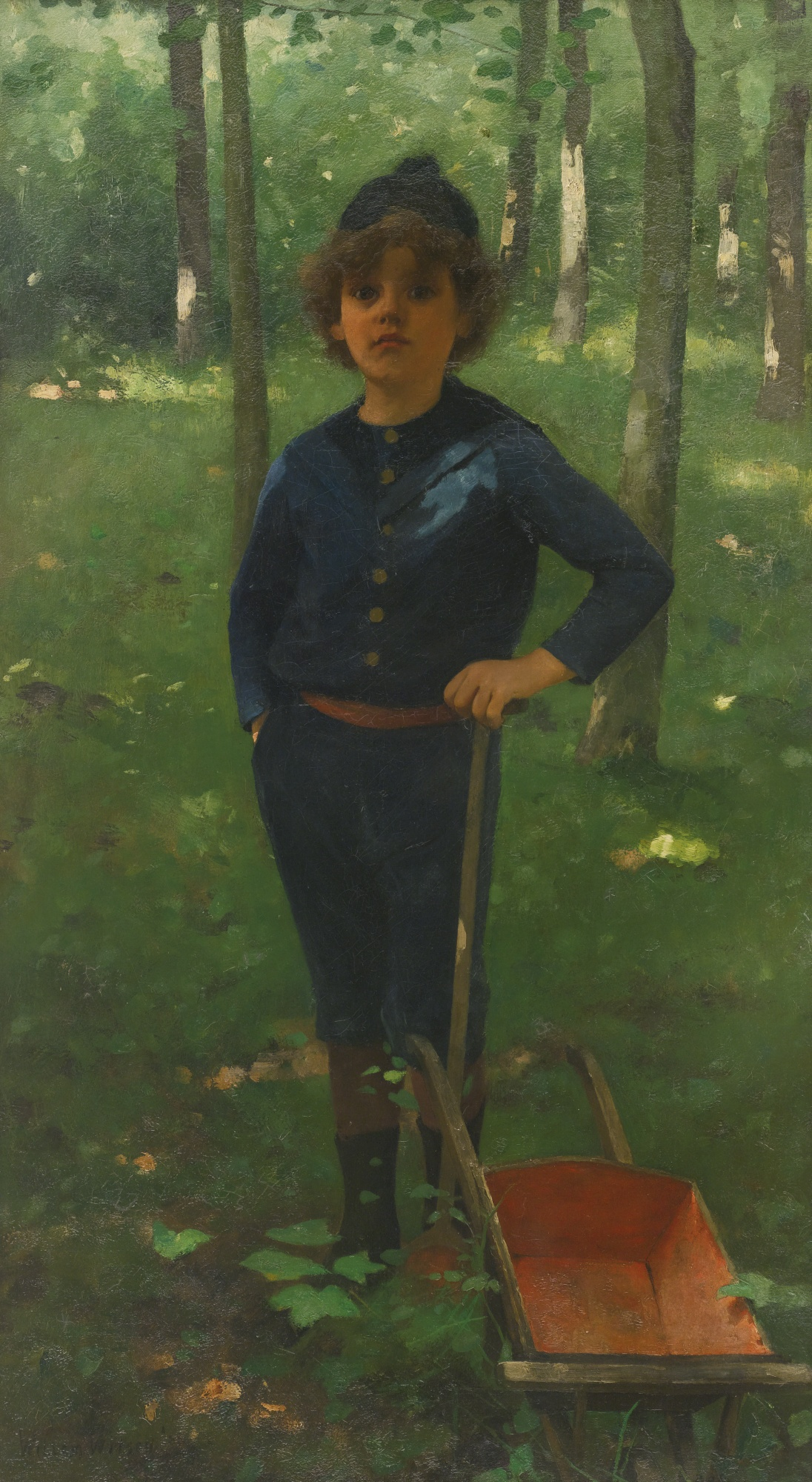
Junge mit seiner Schubkarre. Porträt van Bob Arntzenius. 1886, Öl auf Leinwand
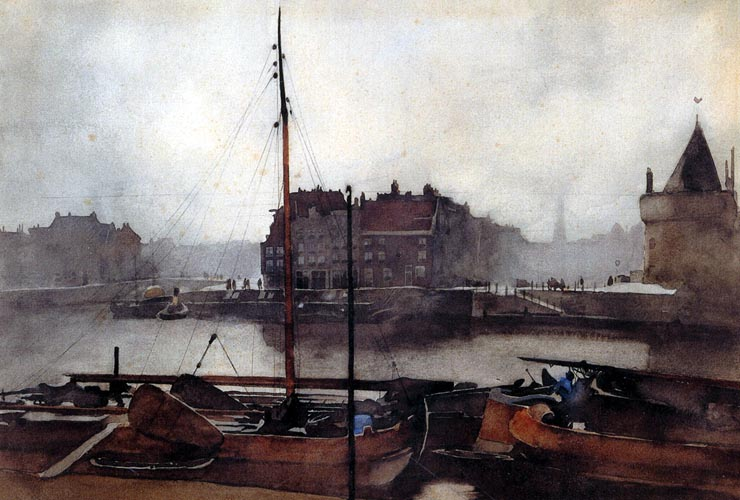
Prins Hendrikkade in Amsterdam. Aquarell (1891)
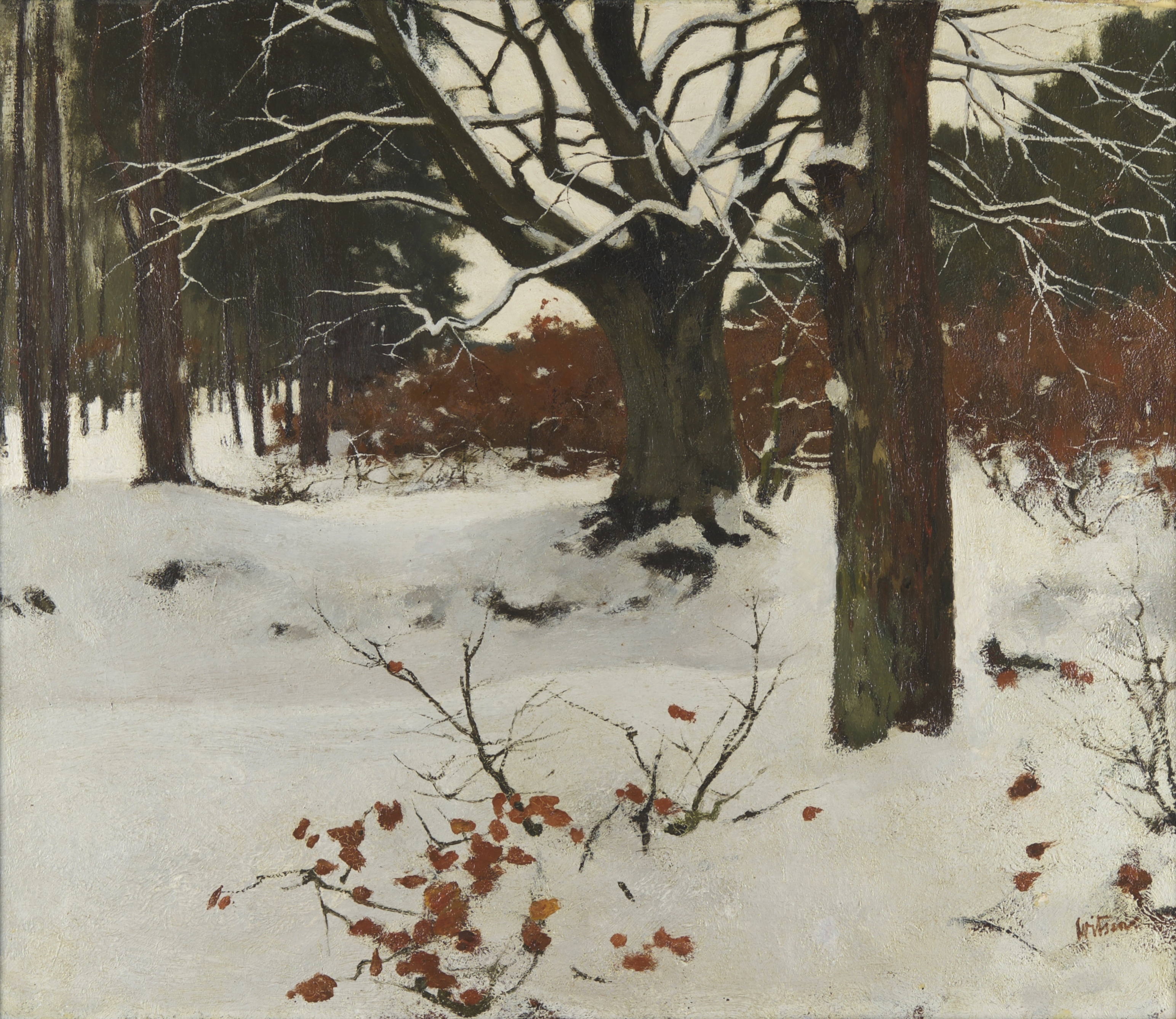
Wald im Schnee (1894)
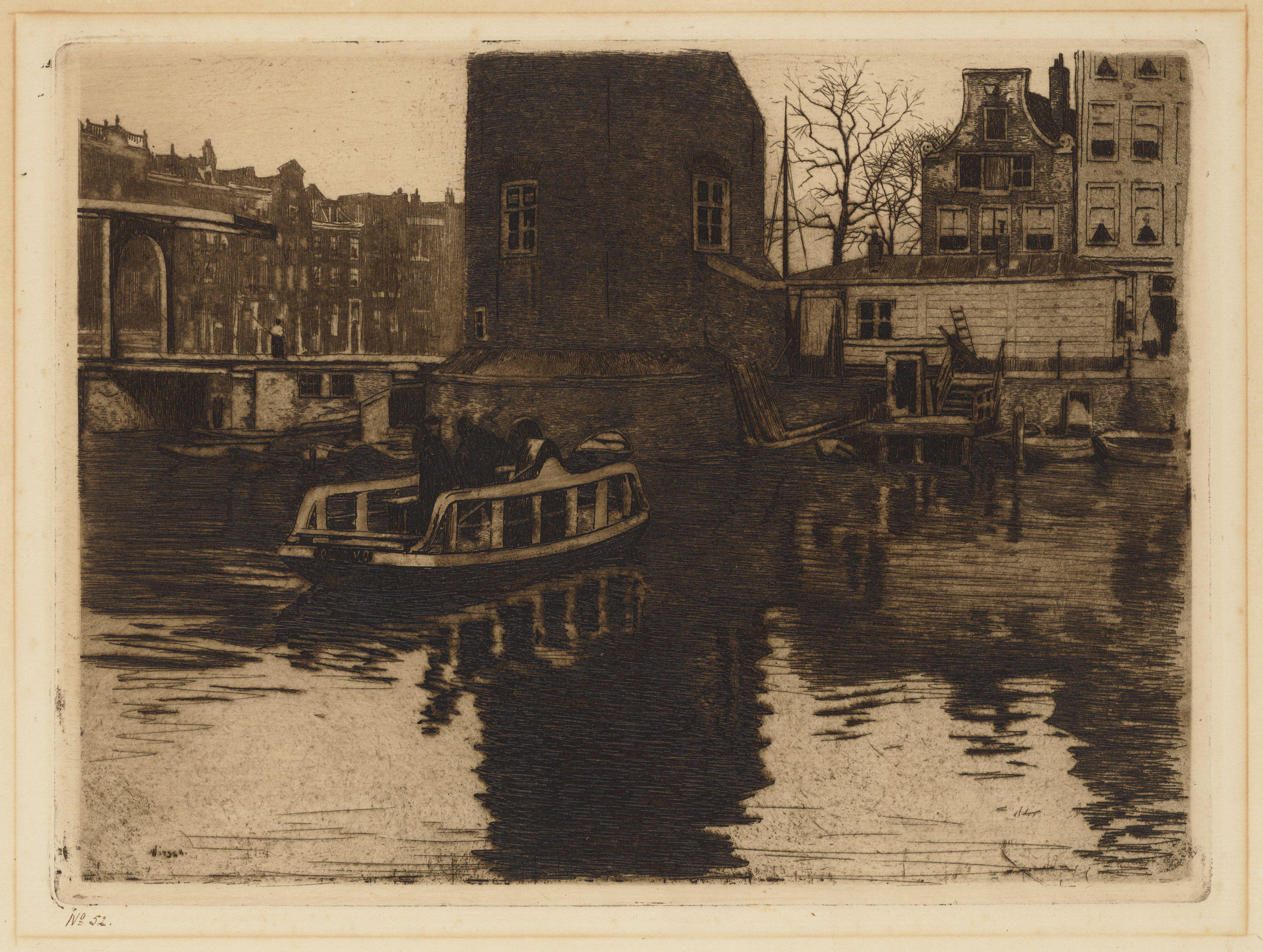
Fuß des Montelbaanstoren in Amsterdam (1897) Aquatinta
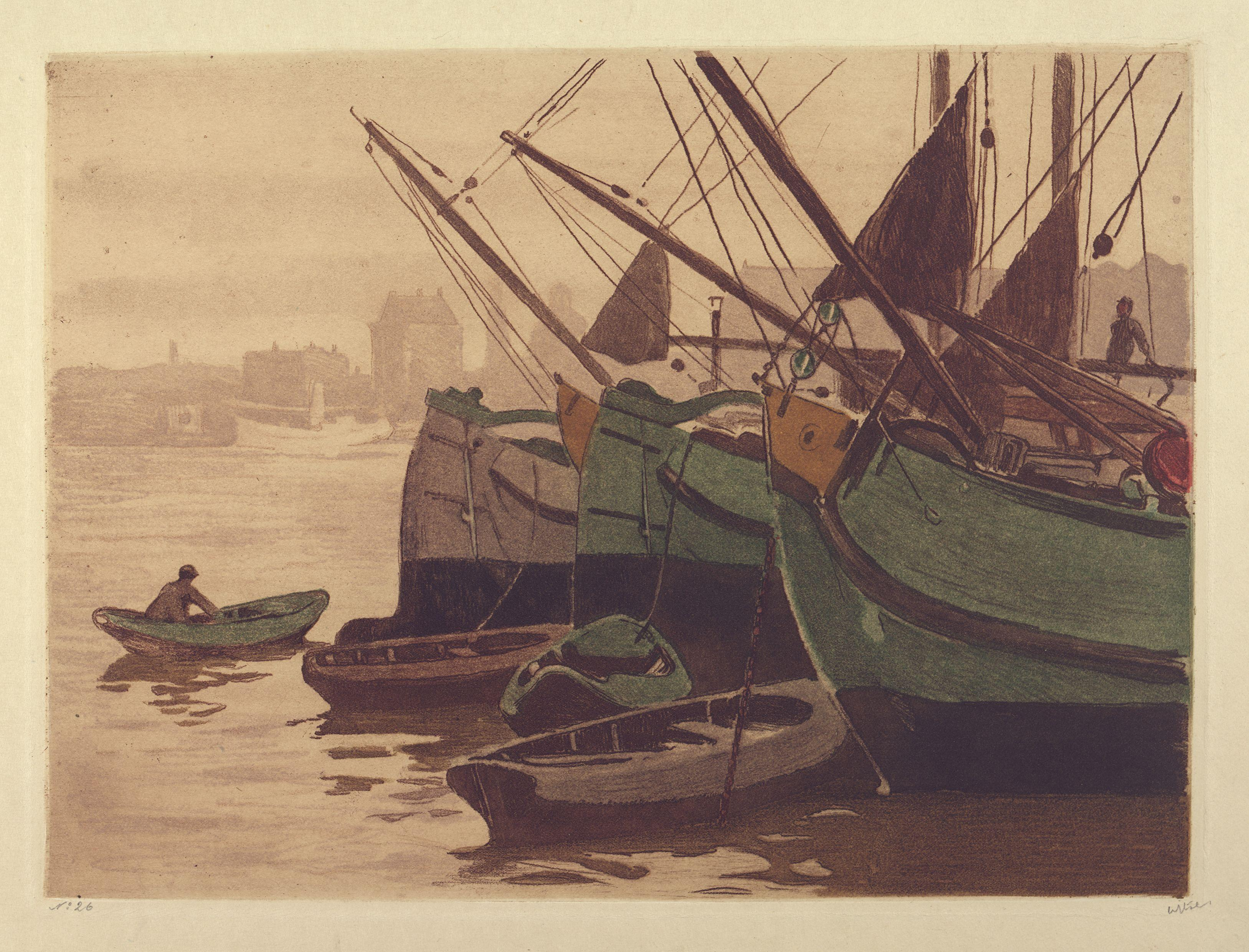
Torfschiffe im Außenhafen des Nordhollandkanals (1910)
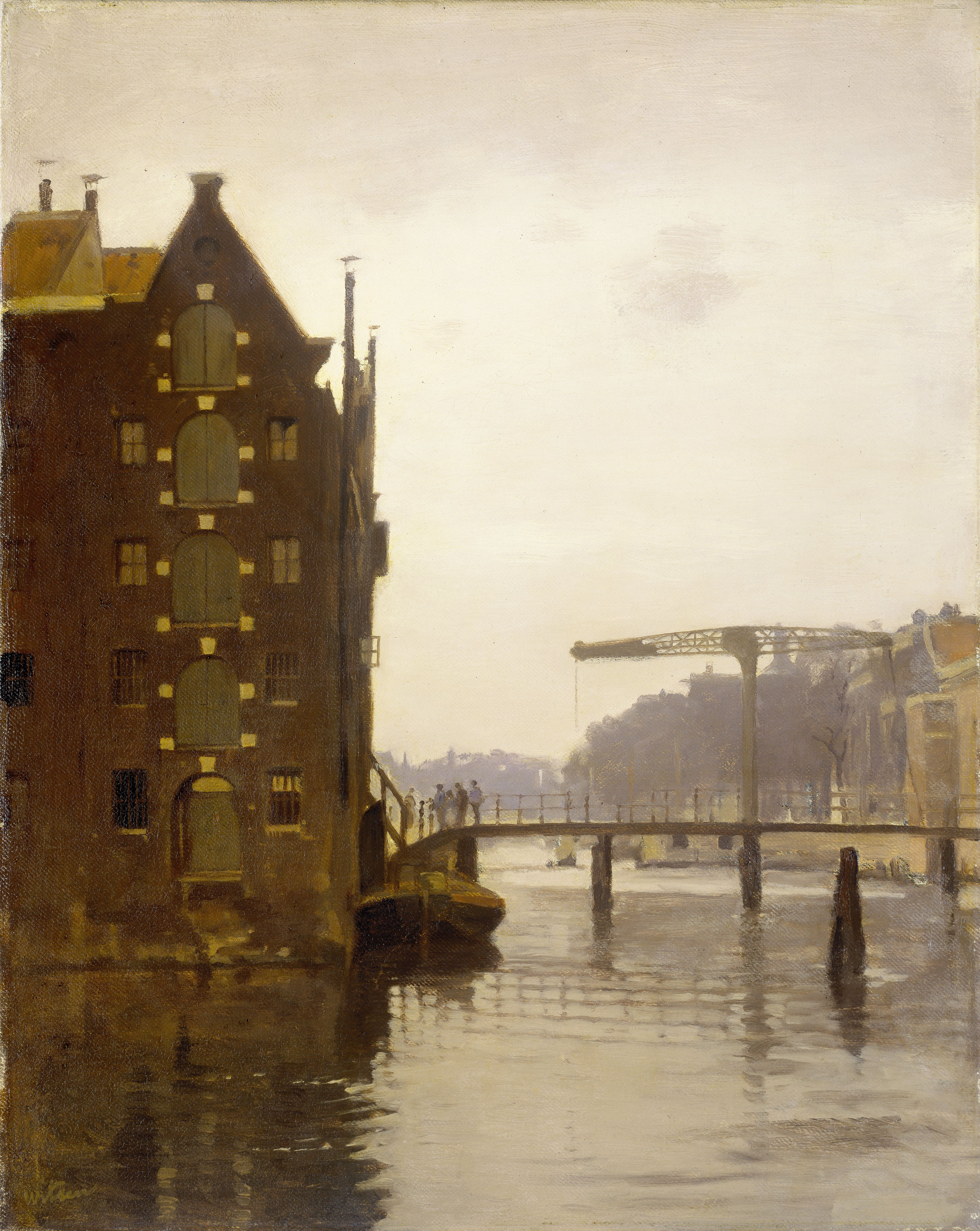
Lagerhäuser an einer Amsterdamer Gracht (1911)
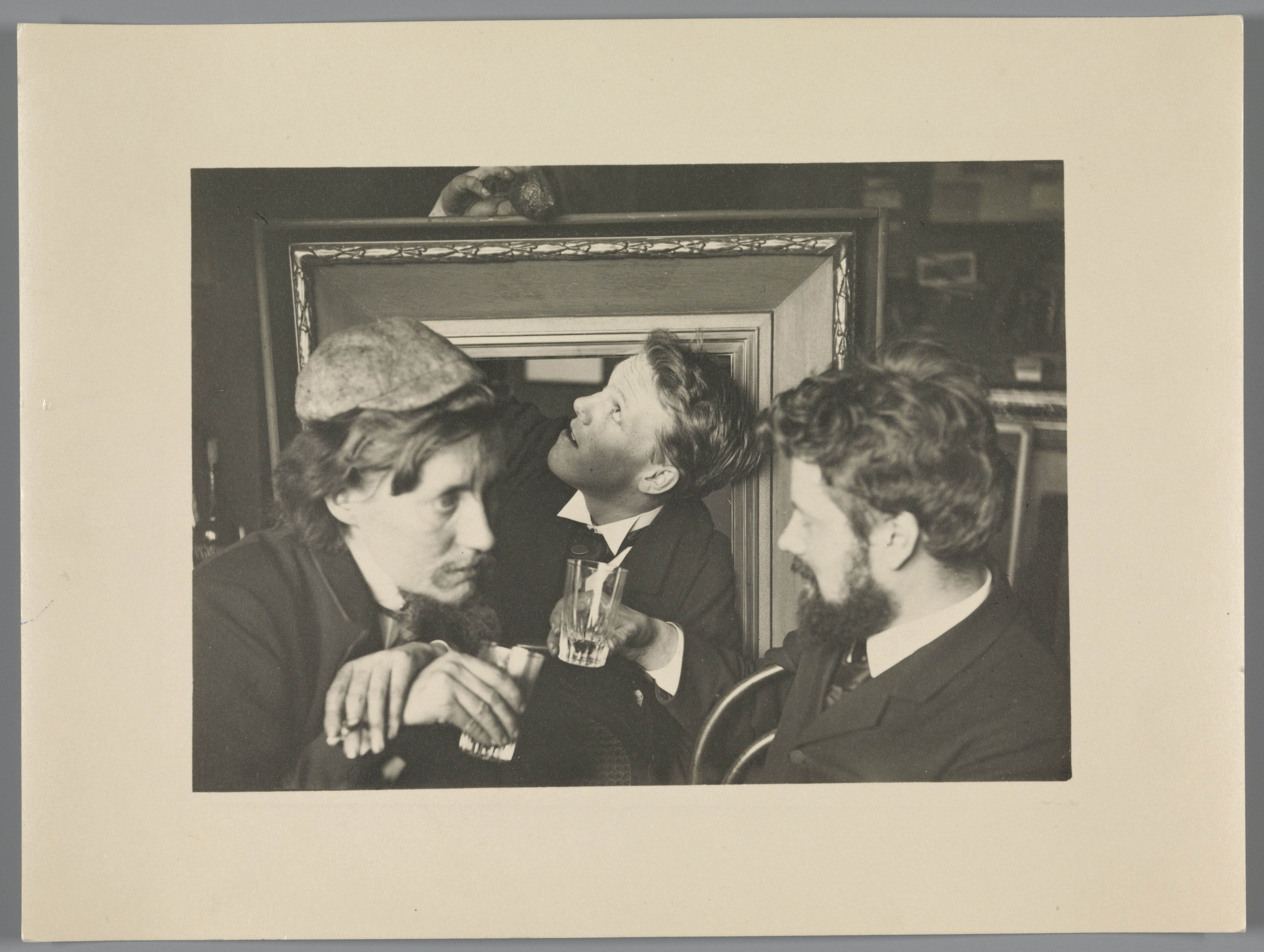
Foto etwa 1915
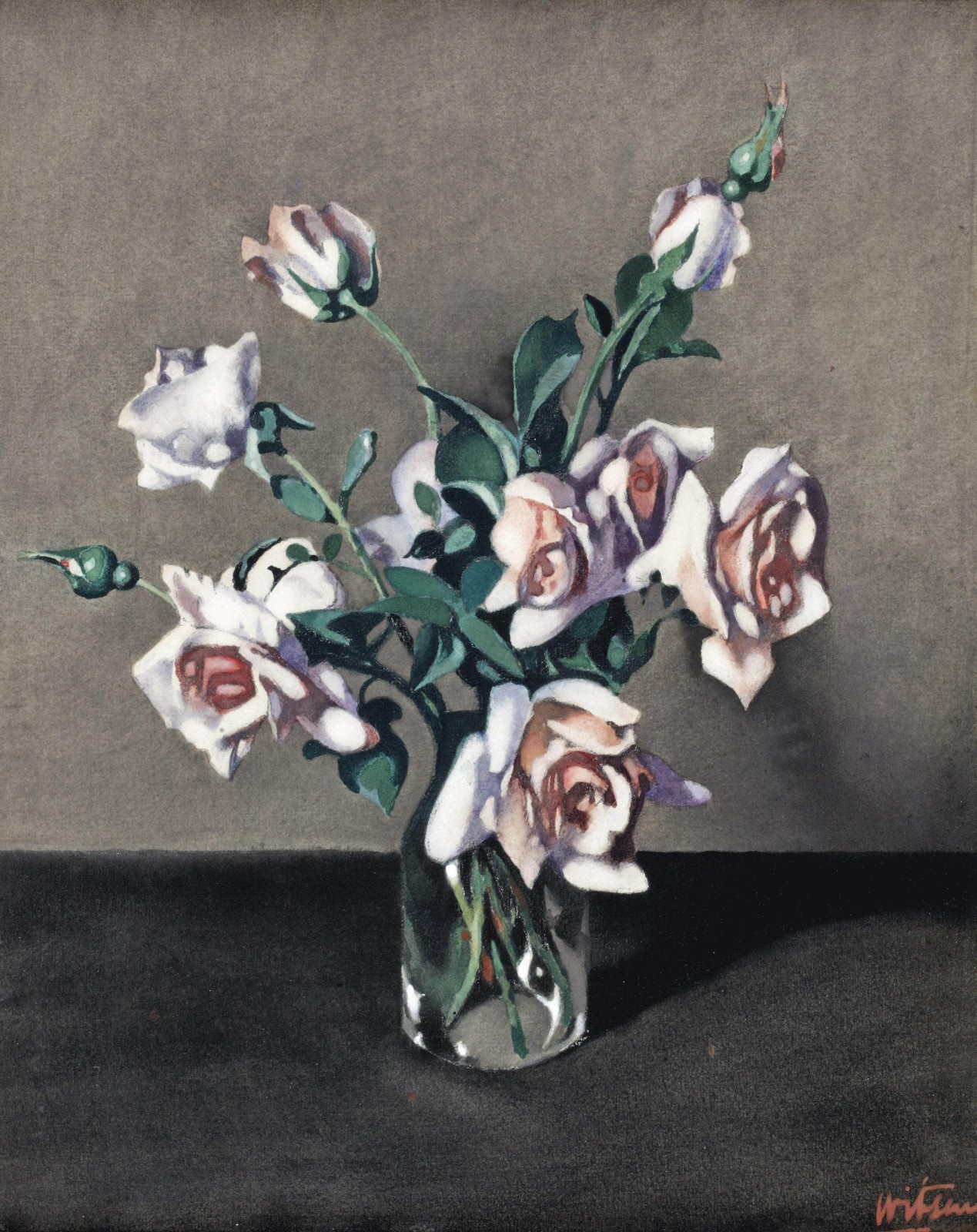
Rosen in einer Vase (etwa 1920)
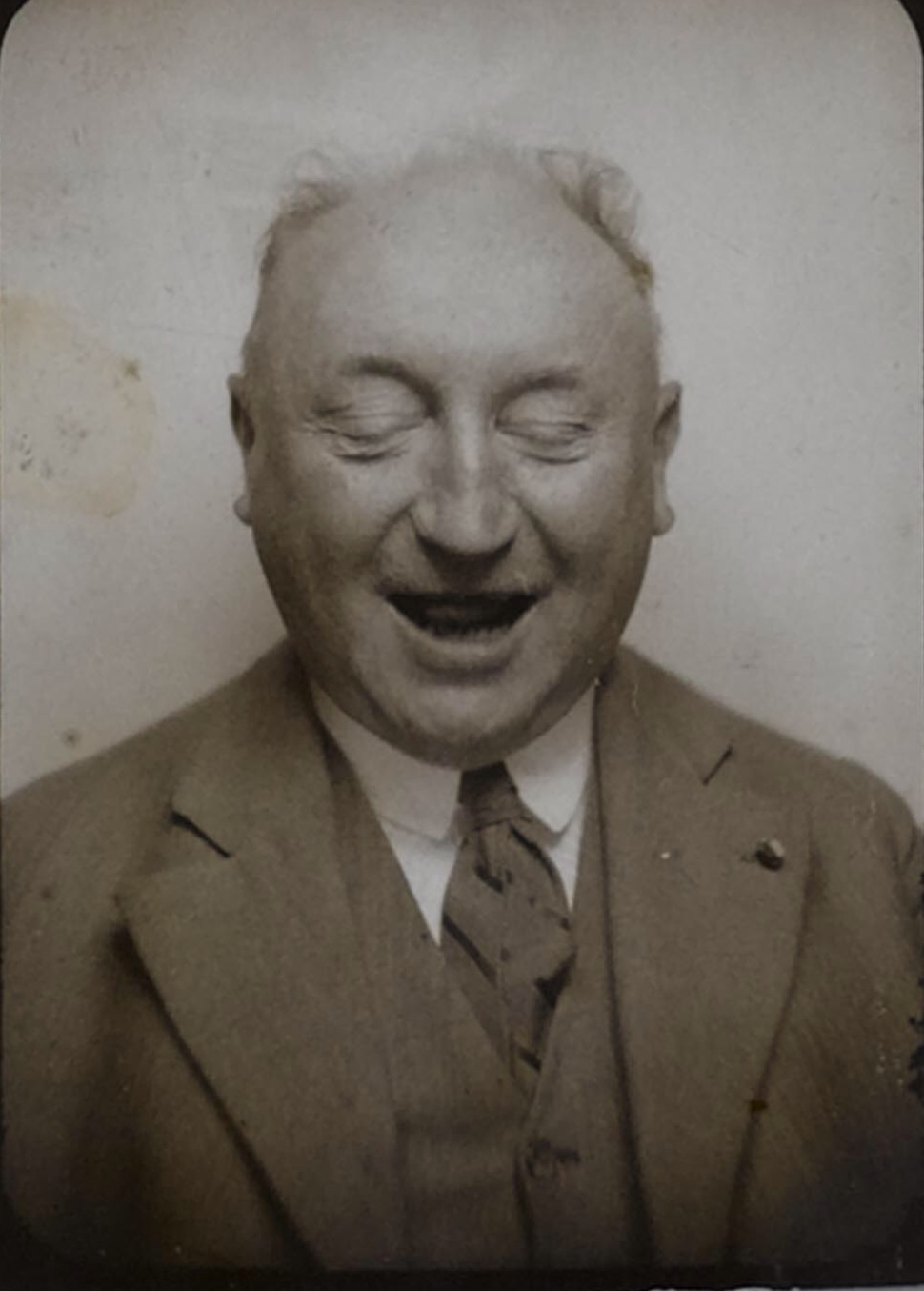
Porträt von Simon Maris